# Karel Kotrba (sochař)
Karel Kotrba (17. ledna 1893 Praha-Holešovice – 11. srpna 1938 Slapy) byl český sochař. Byl účastníkem první světové války. Později byl členem několika uměleckých skupin.

## Život
Vyučil se v letech 1912–1913 jako štukatér a docházel na večerní kurzy modelování na Uměleckoprůmyslové škole. Za první světové války byl zajat. Domů se vrátil v roce 1919 jako francouzský legionář. V letech 1919–1923 studoval na Akademii výtvarných umění v Praze v medailérské škole prof. Otakara Španiela. V letech 1927–1928 byl na studijní cestě v Paříži.
Na počátku 20. let spolu s Pravoslavem Kotíkem a spolužáky Karlem Holanem a Miloslavem Holým vstoupil do Umělecké Besedy. Po pěti letech strávených v Umělecké Besedě se ocitli ve střetu s konzervativnějším křídlem spolku, který se vystupňoval na přelomu let 1924–25. Po té přešli do SVU Mánes, kde naopak působili jako tradicionalisté a po konfliktu byli roku 1930 vyloučeni.
V letech 1925–27 pod svými jmény uspořádali tři výstavy. Název Sociální skupina Ho-Ho-Ko-Ko vznikl až dodatečně, podle sborníku, který připravoval estetik Bohumil Markalous (nerealizován).
Karel Kotrba vystavoval v zahraničí v československých expozicích na Bienále v Benátkách (1930, 1936), ve Vídni (1934), Bruselu (1935) a Stockholmu (1936).
Zemřel ve Slapech 11. srpna 1938 ve věku 45 let. Jeho díla z pozůstalosti byla uložena v depozitáři Středočeské galerie a roku 2008 převedena darovací smlouvou do majetku GASK.

### Členství ve skupinách
- 1923–1924	Umělecká beseda
- 1924–1927	Sociální skupina Ho-Ho-Ko-Ko
- 1927–1930	Spolek výtvarných umělců Mánes
- 1930–1932	Spolek výtvarných umělců Myslbek
- 1934–1938	Jednota umělců výtvarných

### Ocenění
- 1939 Cena České akademie věd a umění (in memoriam)

## Dílo

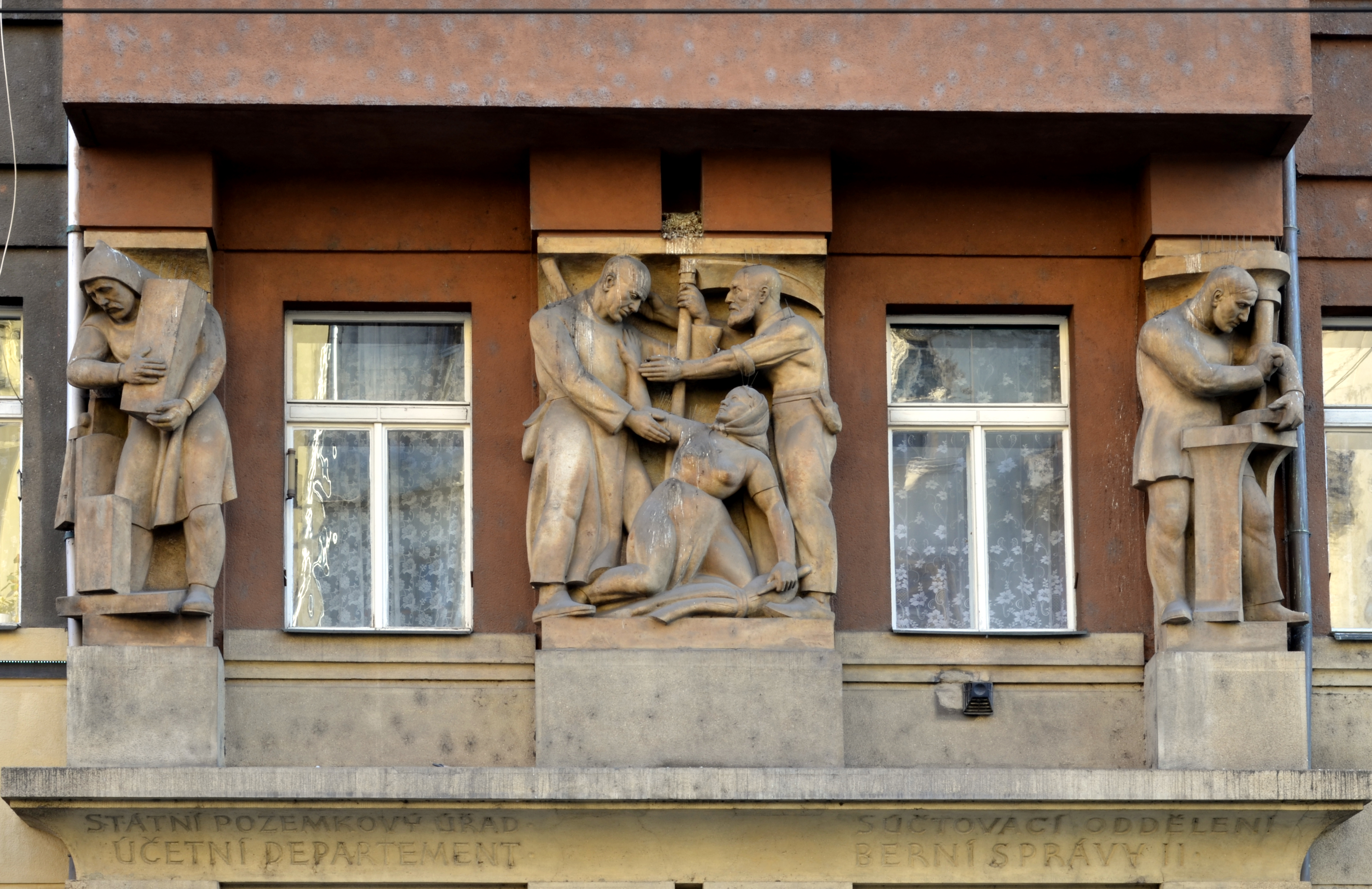
Karel Kotrba, Alegorický reliéf (Obchod, Návrat, Průmysl), Legiocentro, Praha

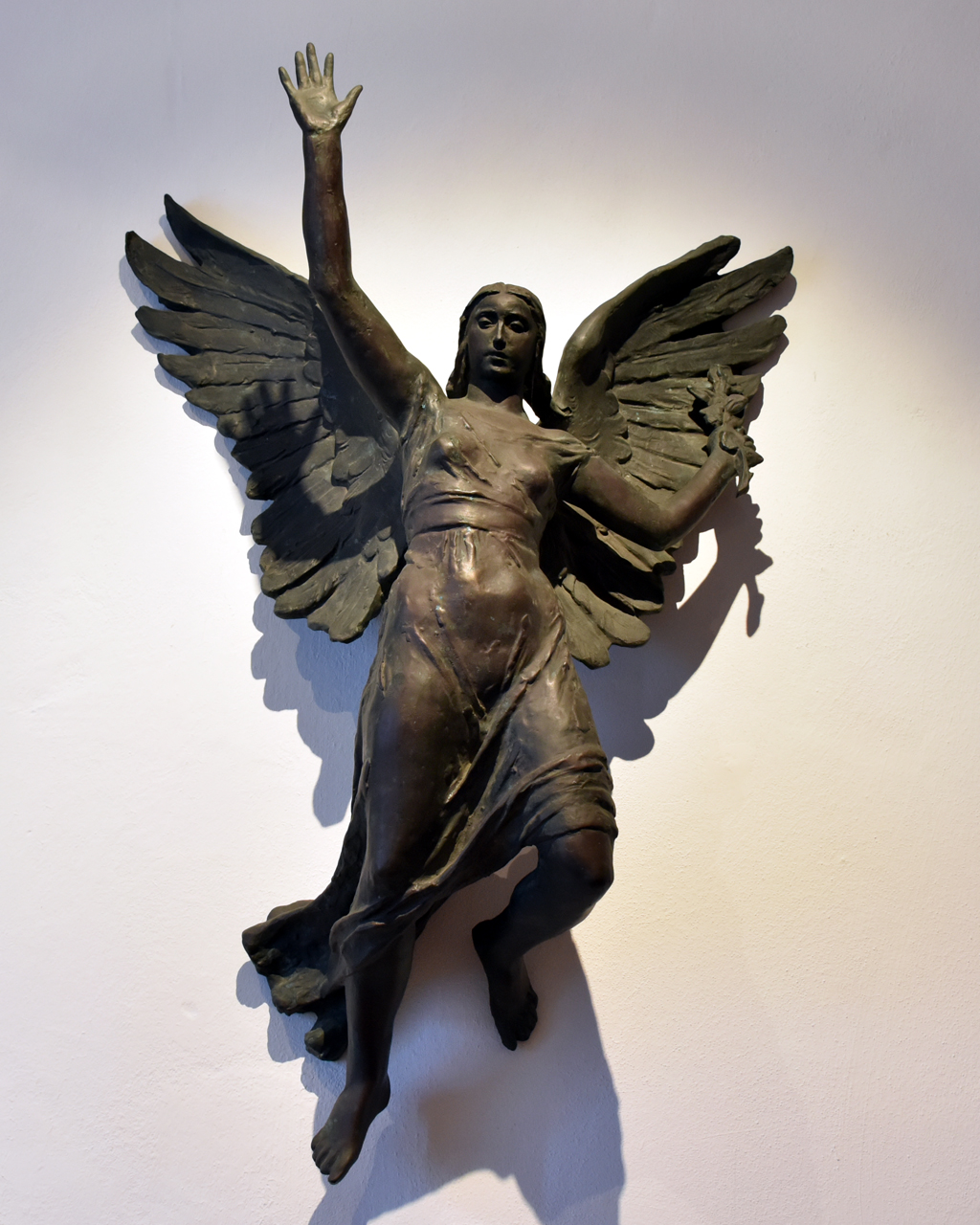
Karel Kotrba, Genius zvěstování svobody (1938), GASK

Do jeho tvorby se promítaly zkušenosti z války i život na předměstí v pražských Holešovicích. Citlivost k sociálním otázkám se u něj projevuje ve zvolených námětech i ve stylu sochařského díla, které je zařazováno do proudu sociálního umění 20. let.
Památník národního osvobození v Plzni, kde byl spoluautorem sousoší, měl pohnuté osudy. Byl slavnostně odhalen 28. října 1928 k 10. výročí založení Československa, za války 25. června 1940 byl odstraněn ale zachován, 28. října 1945 znovuodhalen, 1. června 1953 odstraněn a následně zničen komunistickým režimem. 28. října 1991 byla odhalena socha Masaryka a 1. června 1999 celá replika sousoší.

### Realizace (výběr)
- alegorický reliéf Návrat, Průmysl, Obchod, Legiocentro (záložna), Myslíkova, Praha
- 1927 Dívčí akt, kašna na výstavišti, Mladá Boleslav [6]
- 1928 Památník národního osvobození v Plzni (se sochařem Jaroslavem Hruškou), obnoven 1999
- 1929 spolupráce s Otakarem Španielem na realizaci Brunnerova návrhu hlavních vrat Katedrály sv. Víta
- pamětní deska Otokara Březiny, Počátky
- 1938 socha Genia pro památník Osvobození v Praze na Vítkově (zničeno za války, pak znovu odlito)

### Známá díla (výběr)
- 1918 Portrét Johany Sudkové, GMU v Roudnici
- 1922 Podobizna Karla Holana, GVU Cheb
- 1924 Podobizna Miloslava Holého, kolorováno M. Holým, OG v Liberci
- 1924 Podobizna mladé ženy, GASK
- 1925 Chůva, GASK
- 1927 Matka s dítětem, VČG Pardubice
- 1927 Alegorie obchodu, SGVU v Litoměřicích
- 1928 Podobizna Františka Kupky, Národní galerie
- 1929 Podobizna Bedřicha Piskače, GVU Cheb
- 1930 Torso, GVU v Ostravě
- 1932 Ženský akt, GASK
- 1937 Návrh pomníku Jaroslava Vrchlického, GASK
- 1938 Genius zvěstování svobody, GASK
- 1938 busta Jaroslav Kvapil, Národní divadlo v Praze [7]
- další portréty: Otokar Březina, Pravoslav Kotík, Jan Neruda, Vratislav Nechleba, prof. V. V. Štech, Otakar Zich, Bohuš Zakopal
- Znak hlavního města Prahy

### Zastoupení ve sbírkách
- Galerie Středočeského kraje v Kutné Hoře (dříve České muzeum výtvarných umění v Praze)
- Galerie hlavního města Prahy
- Galerie moderního umění v Roudnici nad Labem
- Galerie výtvarného umění v Chebu
- Galerie výtvarného umění v Ostravě
- Krajská galerie výtvarného umění ve Zlíně
- Moravská galerie v Brně
- Národní galerie v Praze
- Památník národního osvobození, Praha
- Severočeská galerie výtvarného umění v Litoměřicích
- Uměleckoprůmyslové muzeum, Praha
- Východočeská galerie v Pardubicích

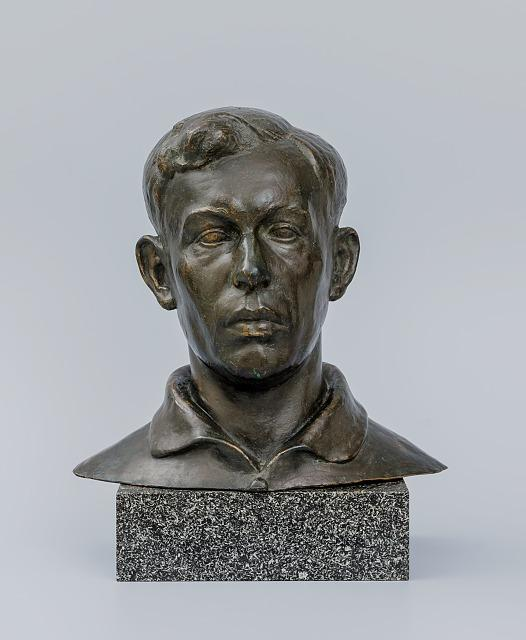
podobizna Karla Holana (bronz, 1922)
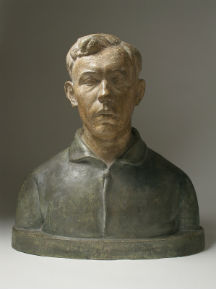
podobizna Karla Holana (kolorovaná sádra, 1922)
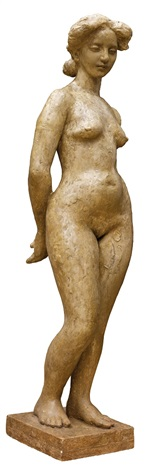
stojící akt
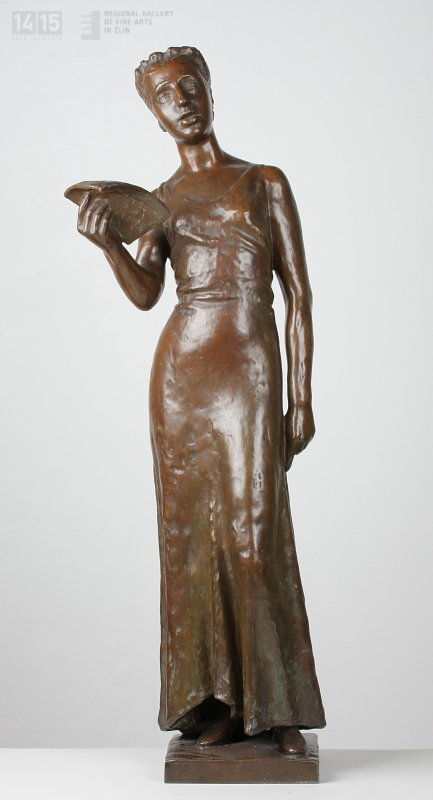
zpěvačka, (bronz, 1932)
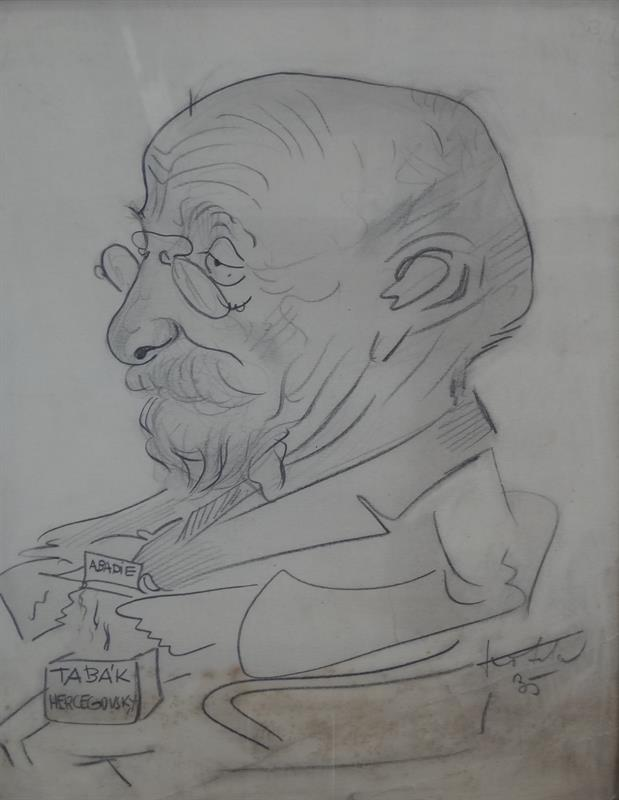
karikatura muže s tabákem (kresba tužkou)
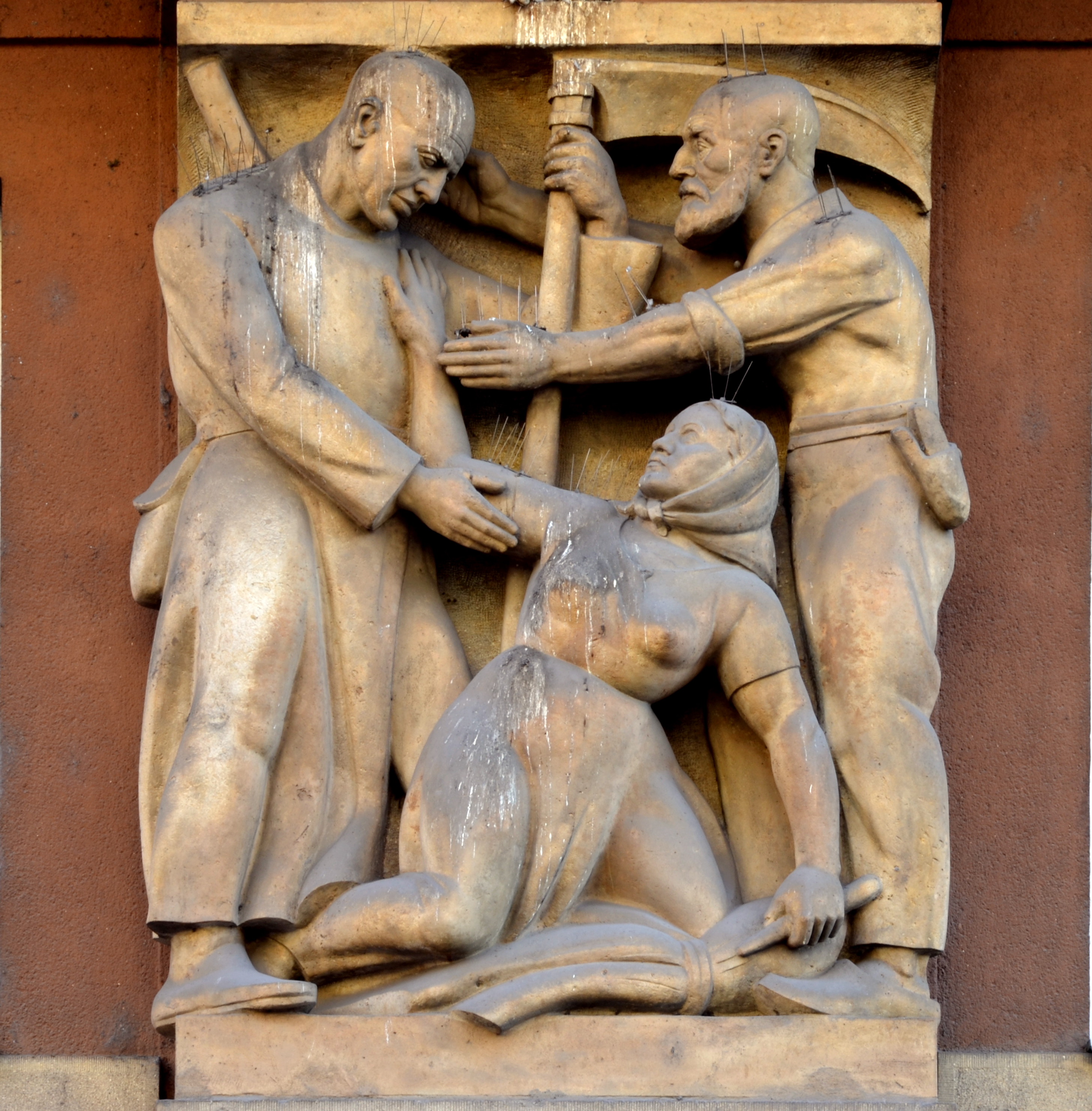
návrat (reliéf na Legiocentru v Myslíkově ul. v Praze

#### Katalogy
- Karel Kotrba 1893–1938: Sochařské dílo, 1973, Soukupová Věra, kat. 12 s., Galerie Václava Špály, Praha
- Karel Kotrba: Sochy, 1979, Kozák Jiří, kat. 16 s., Galerie výtvarného umění v Chebu
- Sochy Karel Kotrba, Josef Multrus obrazy, 1985, Soukupová V, kat. 18 s., Středočeská galerie v Praze

#### Publikace
- Kovárna František, Karel Kotrba (74s.), Jednota umělců výtvarných v Praze, 1939
- Dr. Prokop T.: Nový slovník československých výtvarných umělců I. Díl, Praha 1947, s. 539–540
- Wittlich Petr, České sochařství ve XX. století: 1890–1945, Státní pedagogické nakladatelství, Praha 1978
- Benešová Z., Straková P., Busty v Národním divadle, Národní divadlo 2010, ISBN 978-80-7258-331-7

#### Články
- Čapek Josef, Výstava obrazů a soch Karla Holana a Karla Kotrby v Topičově Saloně, Lidové noviny, 44,50,1936/01/29,9-9
- Rouček Rudolf, Sochař Karel Kotrba, Výtvarné umění, 9,6,1959/10/10,245-250